# WAI
WAI, Web Accessibility Initiative, är ett initiativ inom W3C:s verksamhet. Deras uppdrag är att tillsammans med organisationer över hela världen arbeta för en tillgänglig webb. Detta arbete bedrivs i huvudsak inom fem olika områden; 
1. tekniker,
2. riktlinjer,
3. verktyg,
4. utbildning och information, och
5. forskning och utveckling.

WCAG 1.1 är en förkortning för Web Content Accessibility Guidelines 1.1, på svenska Riktlinjer för utformning av innehåll på webben 1.1. Detta är en W3C-specifikation som riktar sig till alla som producerar innehåll för publicering på webben. 
Det är riktlinjer utformade av WAI som talar om hur webbsidor ska vara utformade för att vara tillgängliga. Specifikationen innehåller fjorton riktlinjer som är generella principer för tillgänglig design. Till varje riktlinje finns det en eller flera ”checkpoints” (i svenska översättningen riktpunkter). De beskriver hur man uppnår riktlinjen på webbsidorna. Dessa riktpunker finns också sorterade efter prioriteringsordning i en bilaga ”List of Checkpoints for the Web Content Accesibility Guidlines”. Det finns även ett tekniskt dokument, ”Techniques”, knutet till riktlinjerna som förklarar hur man använder olika metoder i olika kodspråk. 
Originalversionen är ett engelskspråkigt dokument och finns på webbadressen:
- http://www.w3.org/TR/WCAG20
- http://www.w3.org/TR/WCAG10

Se även svensk översättning på 
- Kontrollista
- Enklare kontrollista.